# Arméniens de Bulgarie
 (août 2024).
La mise en forme du texte ne suit pas les recommandations de Wikipédia : il faut le « wikifier ».
Les points d'amélioration suivants sont les cas les plus fréquents. Le détail des points à revoir est peut-être précisé sur la page de discussion.
- Les titres sont pré-formatés par le logiciel. Ils ne sont ni en capitales, ni en gras.
- Le texte ne doit pas être écrit en capitales (les noms de famille non plus), ni en gras, ni en italique, ni en « petit »…
- Le gras n'est utilisé que pour surligner le titre de l'article dans l'introduction, une seule fois.
- L'italique est rarement utilisé : mots en langue étrangère, titres d'œuvres, noms de bateaux, etc.
- Les citations ne sont pas en italique mais en corps de texte normal. Elles sont entourées par des guillemets français : « et ».
- Les listes à puces sont à éviter, des paragraphes rédigés étant largement préférés. Les tableaux sont à réserver à la présentation de données structurées (résultats, etc.).
- Les appels de note de bas de page (petits chiffres en exposant, introduits par l'outil «  Source ») sont à placer entre la fin de phrase et le point final[comme ça].
- Les liens internes (vers d'autres articles de Wikipédia) sont à choisir avec parcimonie. Créez des liens vers des articles approfondissant le sujet. Les termes génériques sans rapport avec le sujet sont à éviter, ainsi que les répétitions de liens vers un même terme.
- Les liens externes sont à placer uniquement dans une section « Liens externes », à la fin de l'article. Ces liens sont à choisir avec parcimonie suivant les règles définies. Si un lien sert de source à l'article, son insertion dans le texte est à faire par les notes de bas de page.
- La présentation des références doit suivre les conventions bibliographiques. Il est recommandé d'utiliser les modèles {{Ouvrage}}, {{Chapitre}}, {{Article}}, {{Lien web}} et/ou {{Bibliographie}}. Le mode d'édition visuel peut mettre en forme automatiquement les références.
- Insérer une infobox (cadre d'informations à droite) n'est pas obligatoire pour parachever la mise en page.

Pour une aide détaillée, merci de consulter Aide:Wikification.
Si vous pensez que ces points ont été résolus, vous pouvez retirer ce bandeau et améliorer la mise en forme d'un autre article.
Les Arméniens de Bulgarie sont une minorité vivant en Bulgarie. Ils constituent 0,46% de la population bulgare en 2022, et représentent ainsi la quatrième plus grande minorité ethnique du pays.

## Histoire

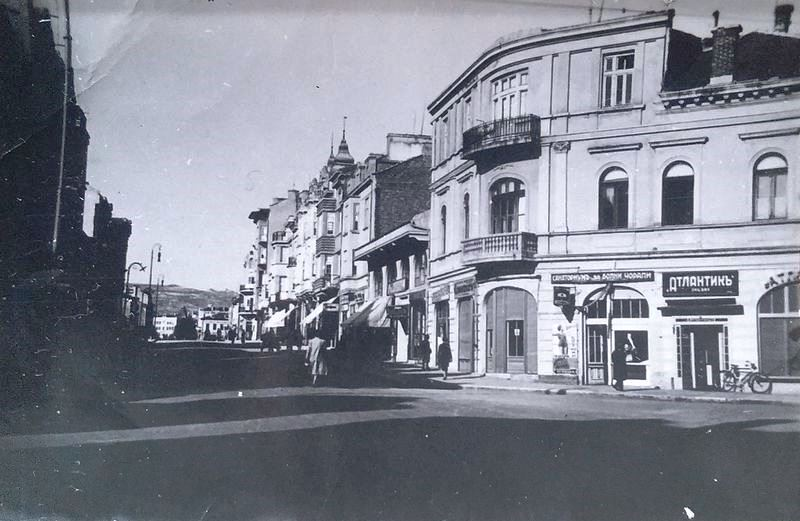
Bâtiment de la société arménienne, à Varna.

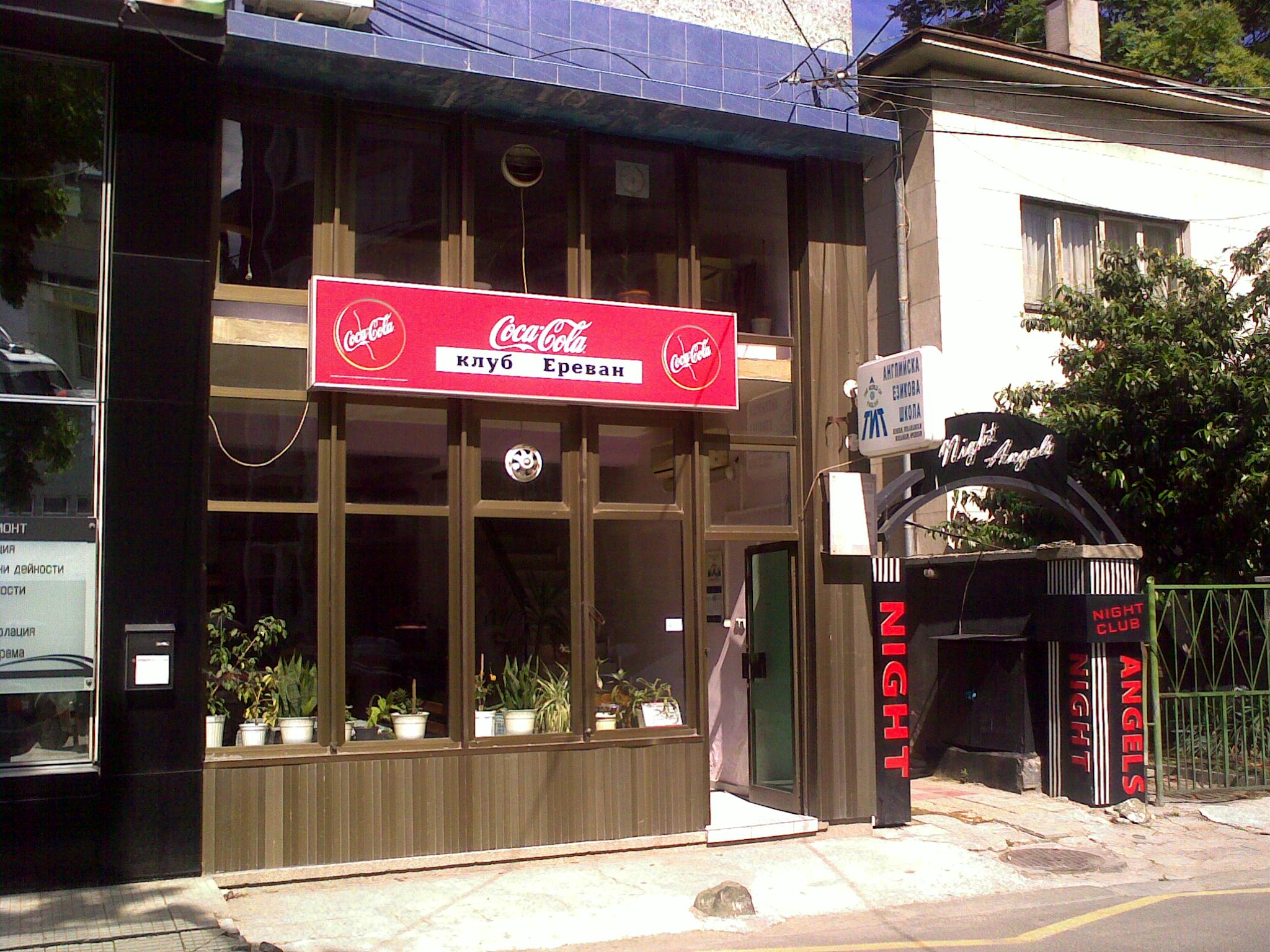
Club arménien "Erevan", à Bourgas.

Le 9 septembre 1982, l'Armée secrète de libération de l'Arménie (ASALA) perpètre une tentative d'assassinat à Bourgas contre Bora Suelkan, le consul général turc de la ville, tuant son attaché administratif.

### Vagues migratoires
Du VIIe au Xe siècle, les empereurs byzantins installèrent en Thrace, dans les Rhodopes et en Macédoine plusieurs centaines de milliers d'Arméniens, notamment des Pauliciens et des Thondrakiens. Au XIe siècle, des Arméniens de Chalcédoine construisirent, sous les ordres de Grégoire Pakourianos, le Monastère de Bachkovo, encore aujourd'hui un des plus importants lieux saints de Bulgarie. Ces Arméniens issus de la première vague migratoire se sont généralement fondus dans la population bulgare et ont perdu leur identité au fil des générations.
Les Arméniens ont également joué un rôle important dans la gouvernance du Premier Empire bulgare et certaines familles arméniennes faisaient partie de la haute aristocratie, allant même jusqu'à se mélanger avec les familles royales bulgares de souche, comme la femme du tsar Pierre Ier et mère de Boris II Irina Lakapina, petite-fille de l'empereur byzantin d'origine arménienne Roman Ier Lécapène. La femme d'Ivan (fils de Siméon Ier) ou encore Rhipsimia, la mère du tsar Samuel, étaient également d'origine arménienne,.
Pendant la période des conquêtes ottomanes (1363-1693), des vagues successives d'immigrants arméniens venus d'Arménie, de Crimée, de la République des Deux Nations et d'Anatolie atteignirent le territoire de l'actuelle Bulgarie. Entre 1606 et 1610, une série de massacres contre les Arméniens perpétrés par l'Empire ottoman provoqua une importante vague d'immigration d'Arméniens vers la Bulgarie et tous les Balkans.
Après le soulèvement arménien de 1894-1896, le sultan Abdülhamid II ordonna la déportation de milliers d'Arméniens, ce qui provoque une nouvelle vague d'immigration vers la Bulgarie. Pendant la Première guerre balkanique, le nombre d'Arméniens en Bulgarie atteignit les 35 000 et continua de croître. Entre 1915 et 1925, à la suite du génocide arménien, ce sont entre 22 000 et 40 000 Arméniens qui quittent l'Anatolie pour s'installer en Bulgarie, terre chrétienne où ils peuvent pratiquer leur religion sans risquer leurs vies. Au fil des années, de nombreux Arméniens bulgares se sont déplacés à travers le monde, mais beaucoup sont restés en Bulgarie.
Après la Seconde Guerre mondiale, environ 5 000 Arméniens ont été expulsées d'Arménie à la suite d’une campagne d’émigration organisée par l'URSS. Certains de ces émigrants ont plus tard fait le choix de retourner vivre en Arménie. Cette remigration est contrôlée et activement soutenue par divers organismes gouvernementaux en Bulgarie.
Dans les années 1960, plusieurs milliers d'Arméniens bulgares ont réussi à émigrer de la République populaire de Bulgarie malgré les restrictions très strictes du régime communiste sur tout voyage à l'extérieur du pays et se sont installés principalement aux États-Unis.
Cette vague d’émigration reste peu connue, le régime communiste censurant toute sortie au-delà du rideau de fer. L’émigration arménienne entre 1962 et 1969 était une anomalie par rapport à la réalité de l’époque, caractérisée par des restrictions généralisées sur les voyages à l’étranger pour tous les Bulgares. Le régime avait souvent tendance à fermer les yeux lorsque les émigrés étaient issus de la communauté arménienne. Le processus passe par différentes phases, les autorités autorisant à certaines périodes l'émigration, quoique à contrecœur, et ceux qui souhaitaient émigrer étaient limités par diverses procédures bureaucratiques. L'émigration fut interdite à deux reprises et les départs furent finalement complètement stoppés en 1969, à la fois en raison de la menace d'une émigration massive de la communauté arménienne, qui comptait alors environ 22 000 personnes, et en raison du risque d'effet de propagande négatif dans le pays et à l'étranger 
Cette importante perte de population est compensée par l'arrivée de nombreux Arméniens venus travailler en Bulgarie à la chute de l'URSS et par les réfugiés arméniens du Haut-Karabakh, fuyant l'occupation azerbaïdjanaise depuis 2020.

### Traces dans la culture spirituelle
En plus des nombreuses églises arméniennes existantes sur tout le territoire de la Bulgarie, de nombreux manuscrits arméniens sont conservés dans différents musées de Bulgarie, et celui conservé à la Bibliothèque nationale de Sofia, provenant du Monastère de Bachkovo, est l'un des cinq plus anciens manuscrits arméniens connus à ce jour. Ce manuscrit est un quatrain de 267 pages datant de 966, écrit sur un parchemin sombre et épais.

### Partager le sort des Bulgares
Les Arméniens de Bulgarie ont beaucoup aidé les Bulgares pendant la domination ottomane, la Première guerre balkanique et surtout la guerre russo-turque, durant laquelle de nombreux Arméniens venus de tout l'Empire ottoman se sont volontairement joints aux troupes bulgares.
Des Arméniens comme Eranos Eranossian et Hovhannès Savadjian, qui ont aidé à sauver Kavarna et Pazardjik, Kristapor Mikaelyan, Stepan Zorian, le lieutenant Bedros Siremdjian, Onik Torossian ou Tatoul Zarmarian ont participé à la lutte pour la libération des Bulgares restés en Macédoine, Thrace occidentale et Thrace orientale.
Dans la guerre des Balkans, les Arméniens, dirigés par leurs commandants, les officiers Andranik Ozanian et Garéguine Njdeh, faisaient partie de l'armée bulgare et combattaient contre les Turcs. Lors du soulèvement d'avril, l'Arménien Artin Gidikov, marchand à Plovdiv, a sauvé la vie de 52 révolutionnaires bulgares condamnés. Son petit-fils, le colonel Boghos Boghossian est un proche du colonel Boris Drangov, avec qui il a participé à la préparation du soulèvement d'Ilinden-Preobrazhensky. Les deux officiers, Boghossian et Drangov, ont combattu pour la Bulgarie lors des guerres balkaniques et de la Première Guerre mondiale.

### Activités
Les Arméniens apportent leur contribution au développement de l'artisanat et de l'industrie bulgares. Après la Libération, beaucoup deviennent horlogers, orfèvres, bijoutiers, photographes, couturiers, chapeliers, dentelliers, ou encore tisserands. Les Arméniens ont fondé la première usine de tapis de Bulgarie, à Panagyurishté, des entreprises de filature de soie à Asenovgrad et Haskovo, une industrie du tabac moderne et de nouvelles technologies dans le textile, le cuir, la fonderie, etc.
La première usine de tissage de soie, basée à Sliven, a également été créée par un Bulgare et un Arménien. Les Arméniens participent à l'agriculture bulgare principalement en tant que jardiniers et vignerons. L'arrivée de capitaux arméniens depuis l'étranger est également importante pour le pays, grâce à laquelle des banques arméniennes ont été ouvertes à Sofia et à Plovdiv. Un certain nombre de personnalités culturelles revêtent également une certaine importance pour la Bulgarie, comme le compositeur Nathan Amirkhanian, chef d'orchestre de l'Opéra de Sofia, et auteur d’œuvres sur l'histoire bulgare, comme l'opéra "Ivanko" ou le ballet "Hadji Dimitar".

## Démographie
Les Arméniens ont été présents en Bulgarie depuis la première vague migratoire, au VIIème siècle, avec une présence quasi-permanente, variant de quelques familles à plus de 80 000 individus selon les époques. En 2001, la communauté de compte officiellement que 10 832 personnes, réparties dans toute la Bulgarie, avec les communautés les plus importantes dans les oblasts de Varna, Plovdiv et Sofia-ville. Cependant, ces chiffres ne reflètent pas la réalité, puisque les recensements ne proposent pas systématiquement l'option « Arménien », étant donné que la communauté est très bien fondue dans la population et n'intéresse donc pas les autorités, contrairement aux communautés turque et rom, qui sont beaucoup plus souvent recensées. On remarque ainsi que les estimations de 2020 donnent des chiffres bien plus importants (plus de 20 000).

### Recensement de 2001
| Oblast         | Nombre | Proportion (en %) |
| Total          | 10 832 | 0.13              |
| -------------- | ------ | ----------------- |
| Blagoevgrad    | 32     | moins de 0.01     |
| Bourgas        | 904    | 0.21              |
| Varna          | 2240   | 0.48              |
| Veliko Tarnovo | 35     | 0.01              |
| Vidine         | 29     | 0.02              |
| Vratsa         | 23     | moins de 0.01     |
| Gabrovo        | 25     | 0.01              |
| Dobritch       | 127    | 0.05              |
| Kardjali       | 41     | 0.02              |
| Kyoustendil    | 11     | moins de 0.01     |
| Lovetch        | 12     | moins de 0.01     |
| Montana        | 19     | 0.01              |
| Pazardjik      | 175    | 0.05              |
| Pernik         | 14     | moins de 0.01     |
| Pleven         | 56     | 0.01              |
| Plovdiv        | 3140   | 0.43              |
| Razgrad        | 19     | 0.01              |
| Roussé         | 886    | 0.33              |
| Silistra       | 82     | 0.05              |
| Sliven         | 223    | 0.10              |
| Smolyan        | 42     | 0.02              |
| Sofia          | 20     | moins de 0.01     |
| Sofia-ville    | 1672   | 0.14              |
| Stara Zagora   | 153    | 0.04              |
| Targovishté    | 10     | moins de 0.01     |
| Haskovo        | 338    | 0.12              |
| Shoumène       | 357    | 0.17              |
| Yambol         | 147    | 0.09              |